# Chaunax russatus
Chaunax russatus, tên thông thường là cá nóc hòm đỏ, là một loài cá biển thuộc chi Chaunax trong họ Chaunacidae. Loài này được mô tả lần đầu tiên vào năm 2013.

## Danh pháp khoa học
Danh pháp khoa học của loài cá này, russatus, trong tiếng Latinh có nghĩa là "bộ trang phục màu đỏ", ám chỉ đến màu sắc đỏ thẫm khi còn sống của chúng.

## Phân bố và môi trường sống
C. russatus có phạm vi phân bố ở vùng biển Tây Nam Thái Bình Dương. Loài này được thu thập xung quanh đảo Bắc của New Zealand và một phần phía bắc của đảo Nam, và cũng được tìm thấy ở một số rặng núi ngầm ngoài khơi. Chúng được tìm thấy ở độ sâu khoảng từ 512 đến 1200 m.

## Mô tả
Chiều dài tối đa được ghi nhận ở C. russatus có kích thước khoảng 17 cm. Màu sắc của các mẫu vật khi còn sống: đỏ thẫm với các mảng màu sẫm hơn trên cơ thể. Tiêu bản của các mẫu vật có màu trắng kem với các đốm mờ sẫm màu thường xuất hiện ở trên thân.
Số gai ở vây lưng: 3; Số tia vây mềm ở vây lưng: 12 (tia thứ nhất ngắn nhất); Số gai ở vây hậu môn: 0; Số tia vây mềm ở vây hậu môn: 6 – 7 (tia thứ nhất ngắn nhất); Số tia vây mềm ở vây ngực: 11 – 13 (tia thứ 4 hoặc 5 thường dài nhất); Số tia vây mềm ở vây đuôi: 9.